# Jean-Pierre Martinet

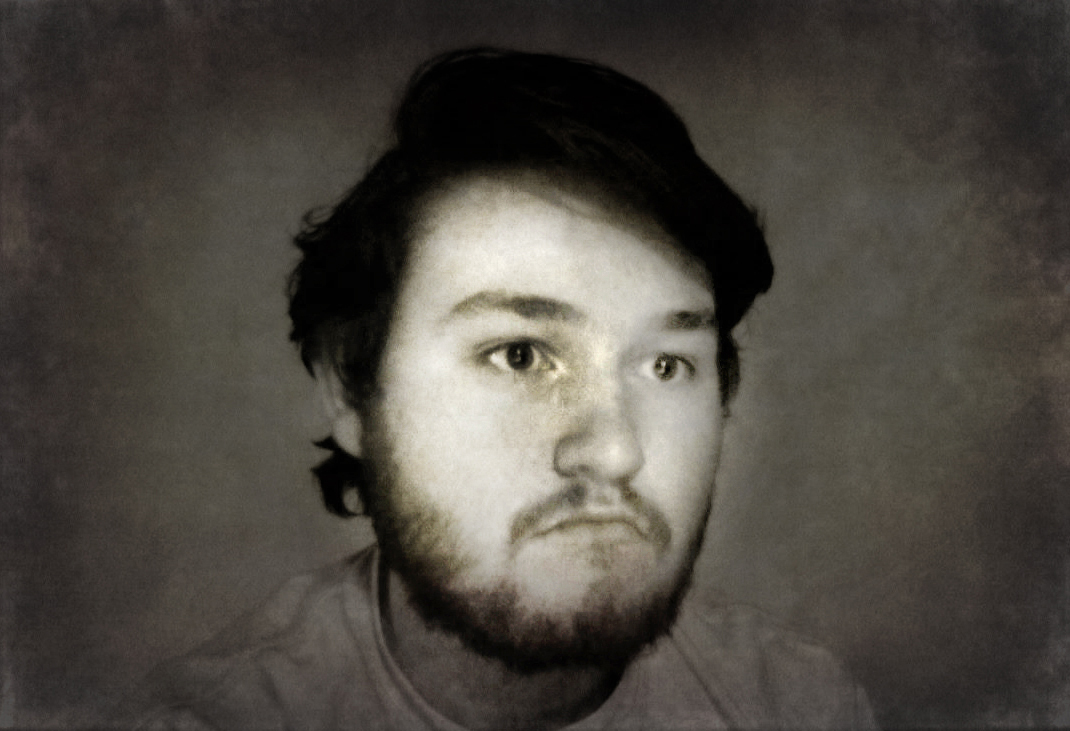
Jean-Pierre Martinet

Jean-Pierre Martinet, nacido en Libourne (Gironda, Francia) en 1944 y fallecido en la misma localidad en 1993, a los 49 años, es un escritor francés.
Ha escrito novelas y cuentos caracterizados por un profundo pesimismo. Escritos al final de las Trente Glorieuses, sus novelas presentan la cara oscura del milagro económico, la decadencia moral y las neurosis de la gente humilde desarbolada y desesperada por los cambios sociales.
Admiraba a Henri Calet y era amigo del escritor Yves Martin con quien compartía la pasión por el cine. Martinet era asistente-realizador en la ORTF antes de abandonar el cine por la literatura. También era amigo del escritor, crítico y editor Alfred Eibel.

## Biografía
Su padre, profesor de español, fallece muy pronto, dejando una viuda y tres niños (dos de ellos con problemas mentales y la viuda también al borde de la locura : pasaba su tiempo en los bares de Libourne con una pistola de madera gritando "Arriba las manos". El propio Jean-Pierre Martinet temía los ataques de un misterioso pájaro con pico de acero).
Durante los años 1970, publica textos críticos en el mensual Matulu, y es asistente de realización en la ORTF.
En 1978, tras la publicación de su novela Jérôme (considerada como su obra maestra), Martinet abandona su puesto en la ORTF y se instala en Tours donde compra un pequeño puesto de periódicos, pero quiebra poco después. Afirma entonces querer abandonar definitivamente la literatura, pero publica dos novelas más en 1986 (Ceux qui n'en mènent pas large) y 1987 (L'Ombre des forêts).
Sigue escribiendo pero su vida se deteriora al caer en el alcoholismo. Fallece a los 49 años víctima de un ataque cerebral, en la soledad y pobre.
En su propia reseña biográfica, Martinet había apuntado : « Salido de la nada, Martinet ha realizado una trayectoria ejemplar : no llegó a ningún sitio ». Redescubierto y reeditado a partir de 2006, Jean-Pierre Martinet es objeto de estudio por parte de universitarios en Francia y Suiza.

## Obras
- La Somnolence, 1975, Ed. Jean-Jacques Pauvert. Réédition Finitude, 2010, préface de Julia Curiel.
- Un apostolat d'A.t'Serstevens, misère de l'utopie, éd. Alfred Eibel, 1975. Réédition Durante, 2002.
- Jérôme, 1978, Le Sagittaire. Réédition Finitude, 2009, préface d'Alfred Eibel et postface de Raphaël Sorin.
- Ceux qui n’en mènent pas large, Le Dilettante, 1986. Réédition, Le Dilettante, 2008.
- L'Ombre des forêts, 1987, Éditions de la Table ronde.
- Nuits bleues, calmes bières ; suivi de l'Orage, Finitude, 2006.
- La grande vie, l'Arbre vengeur, 2006, préface d'Eric Dussert. Grand Prix de l'Humour Noir du Spectacle por su adaptación al teatro por Denis Lavant.
- Nouvelle inédite in Capharnaüm n°1 Eté, Finitude, 2010.

### Traducción
- Jack London, L'Appel de la forêt, Signe de piste, 1991.